# Afrosyrphus
Afrosyrphus là một chi ruồi trong họ Syrphidae.